# 가좌중학교
가좌중학교(佳佐中學校)는 대한민국 인천광역시 서구 가좌동에 있는 공립 중학교이다.

## 학교 연혁
- 1983년 12월 30일 : 학교설립 인가
- 1984년 3월 1일 : 초대 이민진 교장 취임
- 1984년 3월 5일 : 84학년도 개교 신입생 입학식(582명)
- 1984년 10월 2일 : 개교 기념식
- 1984년 10월 30일 : 본관 증축 준공(교실 12. 특별실 2)
- 1987년 2월 16일 : 제1회 졸업식(582명)
- 1991년 10월 11일 : 신관 신축 준공(교실 5)
- 1997년 12월 31일 : 신관 교실 증축(교실 3)
- 2000년 11월 28일 : 학교 급식소 준공(202평, 504석)
- 2022년 3월 1일 : 제15대 오병재 교장 취임
- 2024년 1월 10일 : 제38회 졸업식(116명, 연인원 11,636명)
- 2024년 3월 4일 : 신입생 입학(114명)

## 참고 자료
- 가좌중학교 - 한국교육학술정보원 학교알리미